# Бонерат
Бонерат (њем. Bonerath) општина је у њемачкој савезној држави Рајна-Палатинат. Једно је од 103 општинска средишта округа Трир-Сарбург. Према процјени из 2010. у општини је живјело 252 становника. Посједује регионалну шифру (AGS) 7235010.

## Географски и демографски подаци
Бонерат се налази у савезној држави Рајна-Палатинат у округу Трир-Сарбург. Општина се налази на надморској висини од 410 метара. Површина општине износи 4,2 km². У самом мјесту је, према процјени из 2010. године, живјело 252 становника. Просјечна густина становништва износи 59 становника/km².